# Finsteres Glück (Film)
Finsteres Glück (englischer Titel: Dark Fortune) ist ein Spielfilm von Stefan Haupt. Er basiert auf dem gleichnamigen Roman von Lukas Hartmann. Die Premiere in der Schweiz war im November 2016. Der Film wurde produziert von Triluna Film AG, Fontana Film GmbH, SRF Schweizer Radio und Fernsehen, SRG SSR, Teleclub AG.

## Handlung
Spät nachts erhält die Psychologin Eliane Hess einen Anruf. Sie soll einen achtjährigen Jungen, Yves, betreuen, der durch einen Autounfall seine Eltern und Geschwister verloren hat. Während der Behandlung gelingt es Eliane, mit Yves ein emotionales Band zu knüpfen. Dies führt jedoch dazu, dass sie als Psychologin die Distanz zu ihrem Patienten Yves nicht mehr halten kann. Als Yves’ Tante und Grossmutter beginnen, um das Recht seiner Vormundschaft zu streiten, entscheidet sich Eliane, ihn provisorisch bei sich aufzunehmen.
Die emotionale Nähe zu Yves ruft in ihr zugleich ihre traumatische Erinnerung an den Tod ihres vorletzten Ehemanns Nobert hervor. Als Nobert beim Wandern gestorben ist, war er mit seiner Geliebten zusammen. Eliane konnte dies nicht verzeihen. Diese Erinnerung bleibt unbewältigt und verhindert, dass sie eine neue Familie mit ihrem letzten Ehemann Adrian gründet.
Yves, der nun bei Eliane wohnt, fängt seinerseits an, sein traumatisches Erlebnis des Autounfalls zu verarbeiten, was aber nicht gut geht. Nachts schlüpft er aus dem Bett und führt allein Gespräche mit seiner verstorbenen Mutter. Er spricht teilweise in einer unverständlichen Sprache. Wenn er vom Unfall redet, kann er sich nicht richtig daran erinnern, was geschah.
Mittlerweile hat die Kommission des Spitals sich gegen Yves’ und Elianes Willen entschieden, dass Yves von seiner Tante Julia aufgenommen wird. Yves weigert sich, Nahrung zu sich zu nehmen, und wird wieder ins Spital eingeliefert. Nach seiner Entlassung schlägt Eliane Yves vor, eine Autoreise ins Elsass zu machen, wo der Unfall passierte. Yves erinnert sich Stück für Stück daran. Als sie endlich den Ort des Unfalls finden, weiss Yves, dass er den Unfall unbeabsichtigt verursachte. Er kreischt laut.
Als Yves sich beruhigt, ruft Eliane Adrian an und bittet ihn, ins Elsass zu kommen. Gemeinsam fahren sie nach Hause. Yves schläft auf Elianes Schoss ein.

## Rezeption
Bettina Spoerri von Cinema schreibt, die Geschichte von Verlust und Erlösung sei «im Film in vornehmlich kammerspielähnliche Szenen umgesetzt, in Blicken und vielen Dialogen erzählt, aber leider nur selten auch in erzählenden Bildern.»
Oliver Armknecht von film-rezensionen.de vermisst die Darstellung der «zerbrechliche(n) Seele eines traumatisierten Jungen» in dem Film.
Auf dem Tallinn Black Nights Film Festival (PÖFF) 2016 wurde der Film mit dem Cross Religion Award der Ecumenical Jury ausgezeichnet.